# Amateur Hockey Association of Canada
The Amateur Hockey Association of Canada (AHAC) byla amatérská mužská hokejová liga založená 8. prosince 1886 a zaniklá roku 1898. Byla to v pořadí druhá liga, která byla organizována na území Kanady. Liga byla zorganizována především proto, aby z dlouhodobé soutěže vzešel nový kanadský šampión. Prvním vítězem se stal hokejový klub Montrealu.

## Týmy
| Sezona    | Týmy                                                                                           | Vítěz                  |
| --------- | ---------------------------------------------------------------------------------------------- | ---------------------- |
| 1887      | McGill HC, Montreal HC, Montreal Crystals, Montreal Victorias, Ottawa HC                       | Montreal Crystals      |
| 1888      | McGill HC, Montreal HC, Montreal Crystals, Montreal Victorias                                  | Montreal HC            |
| 1888/1889 | Halifax(Dartmouth) Chebuctos, Montreal HC, Montreal Crystals, Montreal Victorias, Quebec HC    | Montreal HC            |
| 1890      | Montreal HC, Montreal Dominions, Montreal Victorias, Quebec HC                                 | Montreal HC            |
| 1891      | Montreal HC, Montreal Shamrocks, Montreal Victorias, Ottawa HC                                 | Montreal HC            |
| 1892      | Montreal Britannias, Montreal HC, Montreal Shamrocks, Montreal Victorias, Ottawa HC, Quebec HC | Ottawa HC, Montreal HC |
| 1893      | Montreal HC, Montreal Crystals, Montreal Victorias, Ottawa HC, Quebec HC                       | Montreal HC            |
| 1894      | Montreal HC, Montreal Crystals, Montreal Victorias, Ottawa HC, Quebec HC                       | Montreal HC (playoff)  |
| 1895      | Montreal HC, Montreal Crystals, Montreal Victorias, Ottawa HC, Quebec HC                       | Montreal Victorias     |
| 1896      | Montreal HC, Montreal Shamrocks, Montreal Victorias, Ottawa HC, Quebec HC                      | Montreal Victorias     |
| 1899      | Montreal HC, Montreal Shamrocks, Montreal Victorias (od prosince 1896), Ottawa HC, Quebec HC   | Montreal Victorias     |
| 1898      | Montreal HC, Montreal Shamrocks, Montreal Victorias, Ottawa HC a Quebec HC                     | Montreal Victorias     |